# Iván Villazón
Iván Francisco Villazón Aponte (Valledupar, Cesar, 25 de octubre de 1959) es un cantante y compositor colombiano de música vallenata. Su carrera musical data de 1984.

## Familia
Iván nació el 25 de octubre de 1959 en Valledupar, Cesar, Colombia, en el hogar del político liberal Crispín Villazón De Armas y Clara Elisa Aponte López, de cuya unión nacieron cinco hijos. Sus hermanos son Francisco, Clemencia, María Paulina y Ana María Villazón.
Es sobrino, por parte de madre, del también dirigente político José Antonio Murgas Aponte. 
Su hermana Clemencia Villazón, contrajo matrimonio con Camilo Cano Busquets, hijo menor del ilustre periodista colombiano Guillermo Cano Isaza, propietarios del diario El Espectador.
Iván contrajo matrimonio con Aida Mercedes García Tolosa, de cuya unión nacieron tres hijos; Crispín Enrique, Iván David y Daniel Camilo Villazón García.

## Trayectoria musical
Villazón pasó su infancia entre la ciudad de Valledupar y Bogotá, y asistió a la escuela primaria en el Colegio María Montessori. Creció amando parrandas y fiestas que su padre Crispín Villazón De Armas organizaba con músicos de La Provincia como el acordeonero Colacho Mendoza, Adán Montero, Ovidio Granados, el cajero Rodolfo Castilla y el juglar Alejandro Durán, entre muchos otros. Fue amigo de infancia del acordeonero Gonzalo Arturo Molina, con quien creó un conjunto musical de vallenato, con Iván tocando la guacharaca.  "El Cocha" e Iván participaron en la categoría infantil y luego en la juvenil del Festival de la Leyenda Vallenata, en esta última "El Cocha" se coronó como "Rey Vallenato", categoría acordeón juvenil en 1982.
En la ciudad de Bogotá, Villazón cursó estudios secundarios en el Colegio Refous. Después de graduarse, pasó cuatro años estudiando Derecho en la Universidad Externado, pero se retiró para seguir una carrera como cantante de vallenato. En 1984 dejó sus estudios universitarios.

### Con Alfredo "Fello" Gámez
En 1984 Villazón grabó su primer disco con el acordeonero Alfredo Gámez en la casa disquera Philips Records y la llamó El Arco Iris, con una canción del mismo nombre escrito por Rafael Escalona. El álbum fue un éxito y la canción sigue siendo considerada en su marca registrada. 

### Con Orangel Maestre
En 1985 se asoció con el acordeonero Orangel Maestre y lanzó un nuevo álbum, bajo el mismo sello discográfico, con el nombre de Una voz, un rey. Tres canciones de este álbum se convirtieron en grandes éxitos: Mella Condolete, del compositor Hernando Marín, Mi pedazo de acordeón del juglar Alejo Durán, y Sufrir de nuevo de la autoría de Iván Ovalle. 

### Con "Chiche" Martínez
En 1986 Villazón se unió con el acordeonero Raúl "El Chiche" Martínez para grabar dos álbumes, Los Virtuosos y Vamo' a Amanece', bajo la disquera CBS (actual Columbia Records). La galardonada canción El amor es un cultivo registrada en este álbum se convirtió en un gran éxito, junto con Sed de alma y Matica de toronjil. En 1987, grabaron su tercer álbum llamado Los Virtuosos Volumen II, la producción de dos grandes éxitos; el tema Recuérdame, escrito por el cantante y compositor Gustavo Gutiérrez Cabello, Yo tenía un amigo escrita por el compositor Rafael Manjarrés Mendoza y la canción Todo pasa por Iván Ovalle. Las diferencias personales surgidas entre Villazón y Martínez causaron la separación. 

### Con Gonzálo "Cocha" Molina
En 1988 Villazón se unió con el acordeonero y más tarde rey de reyes del Festival la leyenda vallenata, Gonzalo Arturo "El Cocha" Molina que había sido acordenero de la agrupación de Diomedes Díaz. Villazón y Molina grabaron el álbum Por tí Valledupar del que produjo tres grandes éxitos: No espero más, escrita por el compositor Efrén Calderón, Que siga la fiesta de José Alfonso "El Chiche" Maestre y Por tí Valledupar de Gustavo Gutiérrez Cabello, bajo el sello discográfico CBS. En 1989, grabaron su segundo álbum, junto con el nombre Enamorado de ella con canciones de éxito, Mis condiciones de  Gustavo Gutiérrez y Enamorado de ella de Rafael Manjarrés. En 1990, grabaron su tercer álbum bajo el sello discográfico CBS titulado El amor canta vallenato con los éxitos: Mi novia querida de Gustavo Gutiérrez, El amor canta vallenato de Hernán Urbina Joiro y Vola' pajarito, de Alejo Durán. 

### Con Alberto "Beto" Villa
Este mismo año, Villazón y Molina decidieron seguir caminos diferentes y Villazón se asoció con el acordeonista Beto Villa para grabar el álbum La Compañía bajo el sello de grabación EMI. Este álbum representa su álbum más exitoso, porque todas las canciones del álbum se convirtieron en grandes éxitos en la radio, incluyendo El Perdón, El Niño Bonito, La Suegra, El Guayabito y La Fuerza del Amor. Después de esta exitosa producción de Villazón y Beto Villa, Villazón tuvo dos años fuera de los escenarios y estudios de grabación. 

### Con Franco Argüelles
En 1993 Villazón trabajó con el acordeón de Franco Argüelles y grabó el álbum Un Mar de Lágrimas con el sello discográfico colombiano Codiscos, con las canciones de éxito, Quereme por Juancho Rois, Cuando hablo de ti de la autoría de Iván Ovalle y un mosaico musical en honor Pacho Galán. En 1994, grabaron su segundo álbum, junto con el nombre Noticias, la producción de canciones de éxito como Decídete de Fabián Corrales, Noticias de Efraín Barliza y Acabaste con mi vida de Juancho Rois. Este año el grupo ganó el Congo de Oro premio en la Carnaval de Barranquilla, la Sirena de Oro en el Festival de la Leyenda Vallenata y el Super Estrella Internacional de Oro Canción del Año por la canción Decídete por Fabian Corrales. El grupo también adquirió importancia internacional en los lugares donde el vallenato no es parte de la corriente, como Cuba, Canadá y Aruba. 
En 1996 Villazón y Argüelles grabaron el álbum Sin límites bajo el sello Codiscos en la que se trató de una fusión con otros géneros musicales con canciones como Almas Felices por Alfonso Cotes Maya, La Pelionera de Emiliano Zuleta y cuando esta Ilusión muera, de Luis Egurrola. Más tarde se cambió a las discográficas BMG Ariola de Colombia, la grabación del álbum Entrégate con canciones como Más no te ruego de Jorge Valbuena, Entrégate del compositor Fabián Corrales, Yo la ví de Jacobo Ibarra y Marcos Torres, y el tema Corazón Sensible de la autoría de Franco Argüelles. Este álbum obtuvo un Disco de Oro por sus ventas y un segundo, Congo de Oro. En 1999 Villazón y Arguelles lanzó los álbumes Tiempo de Vallenato y luego Detalles.

### Con Saúl Lallemand
En 1999, Argüelles dejó el grupo para grabar un álbum con Diomedes Díaz. Villazón se asoció con Saúl Lallemand produciendo los álbumes siguientes: El Mundo al Revés, Amores, Juglares Legendarios I, Póngale la Firma, El Desafío, El Gallo Fino, El Poder del Amor y El Aviador.
A finales de 2014 presenta al público el tema Contigo no vuelvo y tras promocionarlo conquista sin problemas al público que lo coloca en el Top Latin Songs - Vallenato Colombia de Monitor Latino donde lleva más de 2 meses dentro del top 20, consolidando un éxito más en su carrera.

## Discografía
| - 1984: El arco iris - 1985: Una voz, un rey - 1986: Vamo 'amanece - 1987: Los virtuosos - 1988: Por ti Valledupar - 1989: Enamorado de ella - 1990: El amor canta vallenato - 1991: La compañía - 1993: Mar de lágrimas - 1994: Noticia - 1995: Sin límites | - 1996: Entrégate - 1997: Tiempo de Vallenato - 1998: Detalles - 1999: El mundo al revés - 2000: Amores - 2001: Juglares legendarios Vol. 1 - 2002: Póngale la firma - 2002: El Desafío - 2003: El gallo fino - 2003: Festivaliando - 2004: El poder del amor | - 2005: El sueño de mi vida - 2006: El aviador - 2008: Pa' que te enamores - 2009: El vallenato mayor - 2011: Dando Lidia - 2012: En señal de victoria - 2014: El camino de mi existencia - 2018: El Trueno - 2024: Un mundo ideal |

## Premios y nominaciones

### Premios Grammy Latinos
Premios Grammy Latinos:
| Año  | Trabajo nominado           | Categoría                         | Resultado |
| ---- | -------------------------- | --------------------------------- | --------- |
| 2015 | El camino de mi existencia | Mejor Álbum de Cumbia / Vallenato | Nominado  |

### Congos de Oro
Otorgado en el Festival de Orquestas del Carnaval de Barranquilla:
| Año  | Trabajo nominado                 | Categoría | Resultado |
| ---- | -------------------------------- | --------- | --------- |
| 1995 | Ivan Villazón & Franco Argüelles | Vallenato | Ganador   |
| 1997 | Ivan Villazón & Franco Argüelles | Vallenato | Ganador   |
| 1998 | Ivan Villazón & Franco Argüelles | Vallenato | Ganador   |
| 2005 | Ivan Villazón                    | Vallenato | Ganador   |
| 2007 | Ivan Villazón                    | Vallenato | Ganador   |
| 2010 | Ivan Villazón                    | Vallenato | Ganador   |
| 2012 | Ivan Villazón                    | Vallenato | Ganador   |